# Kontakt (film 2005)
Kontakt (maced. Контакт) – film fabularny powstały w koprodukcji macedońsko-niemieckiej z 2005 roku.

## Fabuła
Dwoje ludzi - były więzień i dziewczyna po leczeniu w szpitalu psychiatrycznym spotyka się przypadkiem w małej opuszczonej wsi macedońskiej. Początkowa nieufność wkrótce zmieni się w głębokie uczucie.

## Obsada
- Nikola Kojo jako Janko
- Labina Mitewska jako Zana
- Petar Mirczewski jako Novak
- Wesna Petruszewska jako Wiki
- Władimir Endrowski jako strażnik
- Emil Ruben jako psychiatra
- Mustafa Jashar jako właściciel ziemski
- Goran Ilič jako kucharz
- Dime Ilijew jako sąsiad
- Faton Musliu jako lekarz
- Risto Gogovski jako terapeuta
- Ana Kostowska jako terapeutka
- Ertan Shaban

## Nagrody i wyróżnienia
- Film został zgłoszony do nagrody Amerykańskiej Akademii Filmowej, ale nie uzyskał nominacji.